# Malpighia sessilifolia
Malpighia sessilifolia är en tvåhjärtbladig växtart som beskrevs av W.R. Anderson. Malpighia sessilifolia ingår i släktet Malpighia och familjen Malpighiaceae. Inga underarter finns listade i Catalogue of Life.